# Черниговский (Кировская область)
Черниговский — посёлок в Верхнекамском районе Кировской области России. Входит в состав Кирсинского городского поселения.

## География
Посёлок находится на северо-востоке Кировской области, в южной части Верхнекамского района. Через посёлок протекает река Чернушка. Абсолютная высота — 215 метров над уровнем моря.
Расстояние до районного центра (города Кирс) — 35 км.

## История
Посёлок был основан в 1936 году как спецпоселение, для проживания бывших раскулаченных и заключенных. В 1942 году сюда была доставлена группа депортированных немцев, вывезенных с Украины. Их труд использовался на лесоповалах и торфоразработках. В 1959 году посёлок вошёл в состав Барановского сельсовета..

## Население
| 2010 |
| ---- |
| 26   |

## Инфраструктура
Промышленных предприятий нет. Автобусное, а также железнодорожное сообщения с районным центром отсутствуют.

Улицы посёлка:
- Красная
- Лесная
- Новая
- Свободы
- Труда

## Фотогалерея

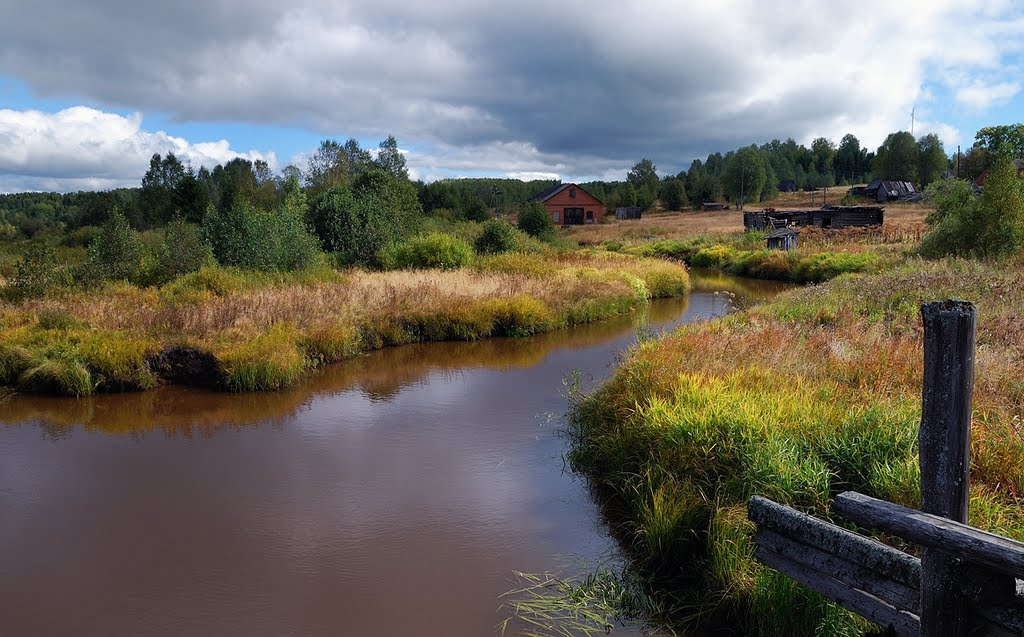
Черниговка, мост через р.Чернушка
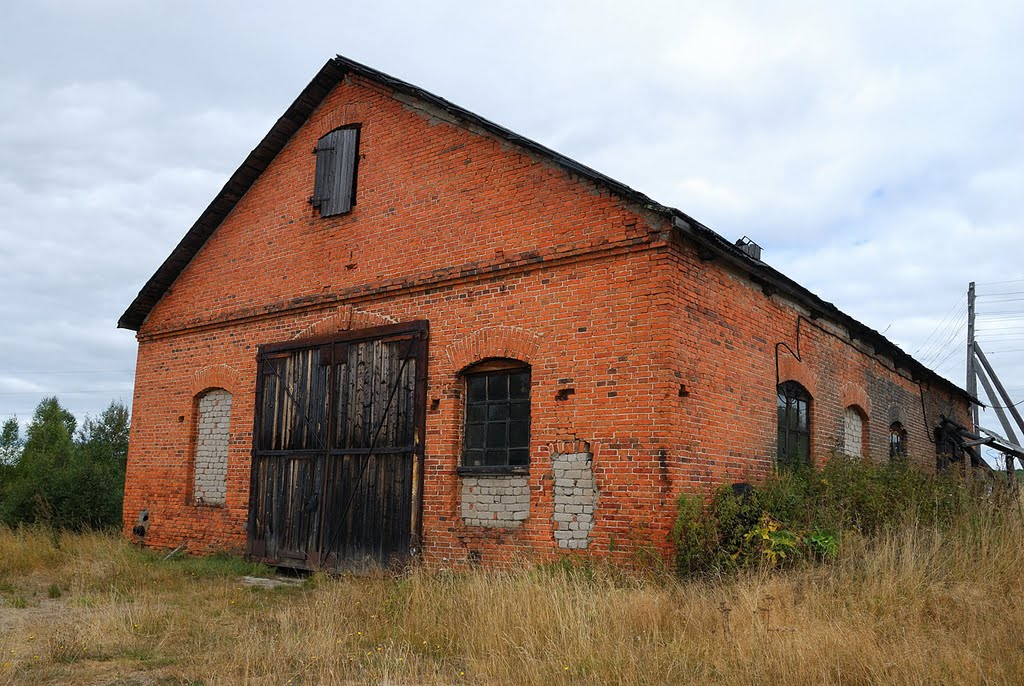
Черниговка
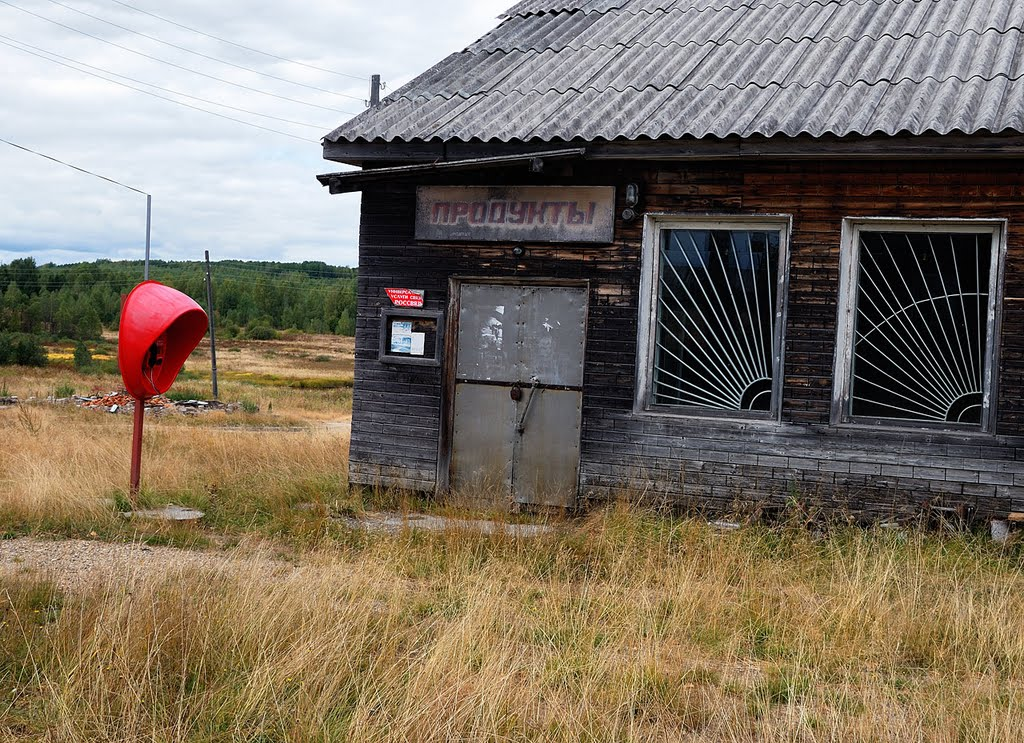
Черниговка,магазин
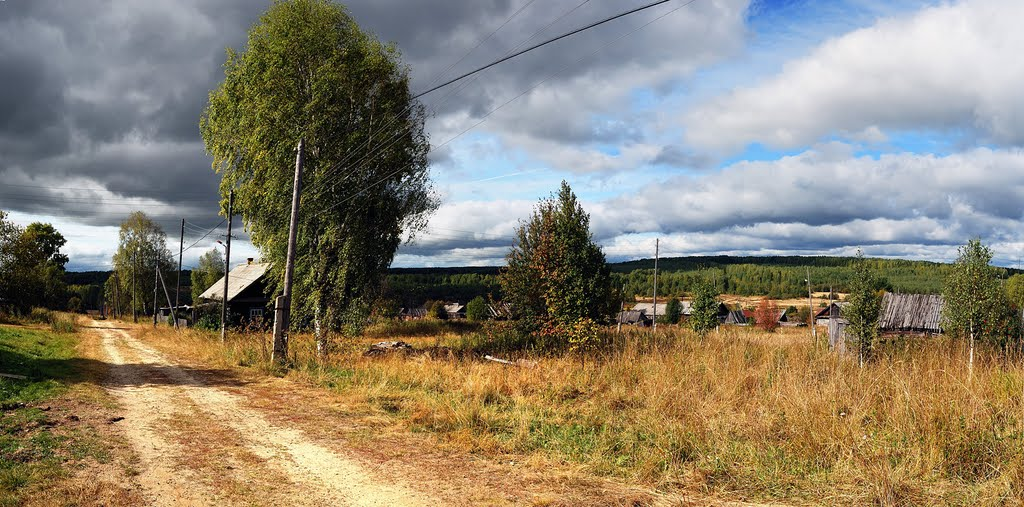
Черниговка
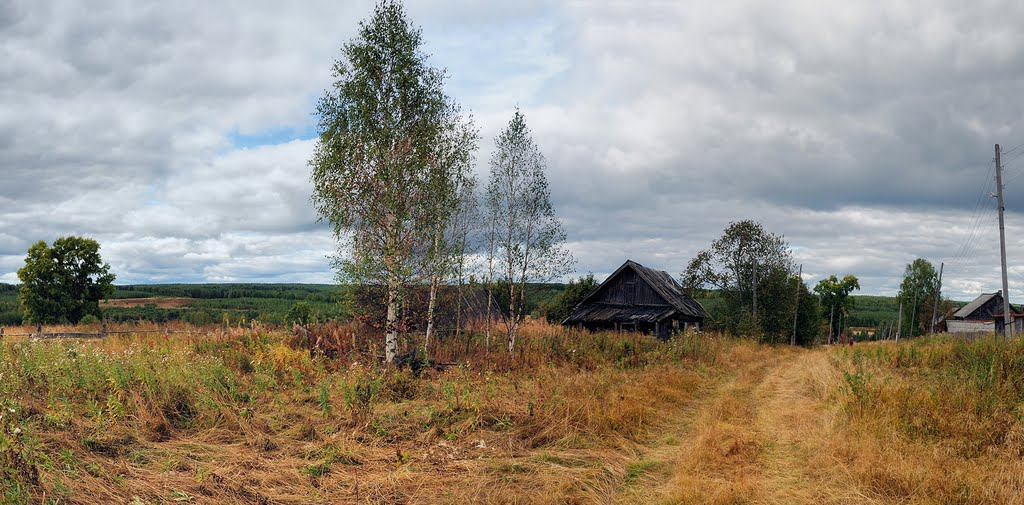
Черниговка